# Xiaowan-Talsperre
Die Xiaowan-Talsperre am Mekong, der in China Lancang heißt, ist eine große Talsperre in der südwestchinesischen Provinz Yunnan und seit ihrer Fertigstellung die zweithöchste Talsperre nach dem Nurek-Staudamm. Außerdem hat sie die höchste Staumauer und auch die höchste Bogenstaumauer.
Die Talsperre wurde zur Stromerzeugung, zur Bewässerung und zur Schiffbarmachung des Mekong in den Trockenzeiten von November bis Mai gebaut. Das Projekt ist das zweitgrößte Talsperrenprojekt in China nach dem Drei-Schluchten-Damm. Die Talsperre befindet sich in einer Schlucht im Verwaltungsgebiet der bezirksfreien Stadt Lincang südwestlich des Autonomen Bezirks Dali der Bai. Eine Vielzahl von Menschen wurde umgesiedelt. Deshalb und aus Gründen des Umweltschutzes gab es viele Gegner des Projekts.
Der Baubeginn wird unterschiedlich mit 2001 oder 2003 angegeben, die Fertigstellung war 2010. Die geschätzten Baukosten sollen 30 Milliarden Yuan bzw. 2,7 bis 4 Milliarden US-Dollar betragen.
Chinas Go-West-Strategie umfasst eine Kaskade von acht Talsperren auf einer Strecke von 800 km.
Die Xiaowan-Talsperre liegt oberhalb der Manwan-Talsperre und wird die Schlammfracht reduzieren, die den Manwan-Stausee schon verlanden lässt. Aber alle acht Talsperren werden über kurz oder lang Schwierigkeiten mit der Verlandung bekommen.

## Absperrbauwerk
Das Absperrbauwerk ist eine Bogenstaumauer aus Beton mit einer Höhe von 292 m über der Gründungssohle. Die Mauerkrone liegt auf einer Höhe von 1245 m über dem Meeresspiegel. Die Länge der Mauerkrone beträgt 902 m.

## Kraftwerk
Das Kraftwerk der Xiaowan-Talsperre hat eine installierte Leistung von 4.200 MW, die gesicherte Leistung beträgt 1.778 MW. Die Jahreserzeugung liegt bei 18,99 Mrd. kWh. Die sechs Maschinen mit einer Leistung von jeweils 700 MW befinden sich in einer unterirdischen Maschinenhalle mit den Abmessungen (Länge, Breite, Höhe) 298 m × 30 m × 79 m. Die Maschinenhalle liegt auf der rechten Seite des Flusses.
Der erzeugte Strom wird zum Teil nach Thailand exportiert.